# Ternivka (Ucraïna)
Ternivka (en ucraïnès: Тернівка, en rus: Терновка) és una ciutat d'Ucraïna dins l'oblast de Dnipropetrovsk. Té 23.792 habitants (2024). Va ser fundada el 1775.

## Economia
Mines de carbó. Les mines de carbó Ternovska, Zapadno-Donbasska, Dnieprovska i Samarska es troben als afores de Ternivka.